# 161-й меридіан східної довготи
161-й меридіан східної довготи — лінія довготи, що лежить на 161 градус східніше Гринвіцького меридіана. Вона проходить від Північного полюса через Північний Льодовитий океан, Азію, Тихий океан, Південний океан та Антарктиду до Південного полюса.
161-й меридіан східної довготи формує велике коло разом із 19-тим меридіаном західної довготи.

## Список географічних об'єктів, що перетинає 161° сх. д.
Починаючи на Північному полюсі та рухаючись до Південного полюса, 161-й меридіан східної довготи проходить через:
| Координати                                                   | Країна, територія або море | Примітки                                                   |
| ------------------------------------------------------------ | -------------------------- | ---------------------------------------------------------- |
| 90°0′ пн. ш. 161°0′ сх. д. / 90.000° пн. ш. 161.000° сх. д.  | Північний Льодовитий океан |                                                            |
| 76°6′ пн. ш. 161°0′ сх. д. / 76.100° пн. ш. 161.000° сх. д.  | Східносибірське море       | Проходить між Ведмежими островами, Росія                   |
| 69°35′ пн. ш. 161°0′ сх. д. / 69.583° пн. ш. 161.000° сх. д. | Росія                      |                                                            |
| 60°54′ пн. ш. 161°0′ сх. д. / 60.900° пн. ш. 161.000° сх. д. | Охотське море              | Пенжинська губа                                            |
| 59°42′ пн. ш. 161°0′ сх. д. / 59.700° пн. ш. 161.000° сх. д. | Росія                      | Проходить через Камчатський півострів                      |
| 54°35′ пн. ш. 161°0′ сх. д. / 54.583° пн. ш. 161.000° сх. д. | Тихий океан                | Проходить східніше атола Уджеланг[en], Маршаллові Острови  |
| 8°38′ пд. ш. 161°0′ сх. д. / 8.633° пд. ш. 161.000° сх. д.   | Соломонові Острови         | Проходить через острів Малаїта                             |
| 9°16′ пд. ш. 161°0′ сх. д. / 9.267° пд. ш. 161.000° сх. д.   | Соломонове море            | Проходить східніше острова Гуадалканал, Соломонові Острови |
| 11°37′ пд. ш. 161°0′ сх. д. / 11.617° пд. ш. 161.000° сх. д. | Коралове море              |                                                            |
| 28°18′ пд. ш. 161°0′ сх. д. / 28.300° пд. ш. 161.000° сх. д. | Тихий океан                |                                                            |
| 60°0′ пд. ш. 161°0′ сх. д. / 60.000° пд. ш. 161.000° сх. д.  | Південний океан            |                                                            |
| 70°19′ пд. ш. 161°0′ сх. д. / 70.317° пд. ш. 161.000° сх. д. | Антарктида                 | Проходить через Територію Росса (претендує Нова Зеландія)  |